# 지하의 하이젝킹
《지하의 하이젝킹》(영어: The Taking of Pelham One Two Three 혹은 The Taking of Pelham 1 2 3)은 미국에서 제작된 조지프 사전트 감독의 1974년 범죄 스릴러 영화이다. 월터 매사우 등이 출연하였고, 게이브리얼 캐츠카 등이 제작에 참여하였다.

## 출연진
- 월터 매사우
- 로버트 쇼
- 마틴 볼섬
- 헥터 엘리존도
- 얼 하인드먼
- 제임스 브로더릭
- 딕 오닐
- 제리 스틸러
- 네이선 조지
- 케네스 맥밀런
- 도리스 로버츠
- 줄리어스 해리스

## 기타 제작진
- 배역: 앨릭스 고딘
- 의상: 애나 힐 존스톤